# دریاچه پیچولا
دریاچه پیچولا (انگلیسی: Lake Pichola) دریاچه آب شیرین مصنوعی واقع شده در شهر اودی‌پور ایالت راجستان هند است که در سال ۱۳۶۲ میلادی ساخته شده است و نامش را از روستای پیچولی، که در نزدیکی آن قرار دارد، گرفته است. جاگ ماندیر در جزیره‌ای به همین نام در این دریاچه قرار دارد.

## نگارخانه

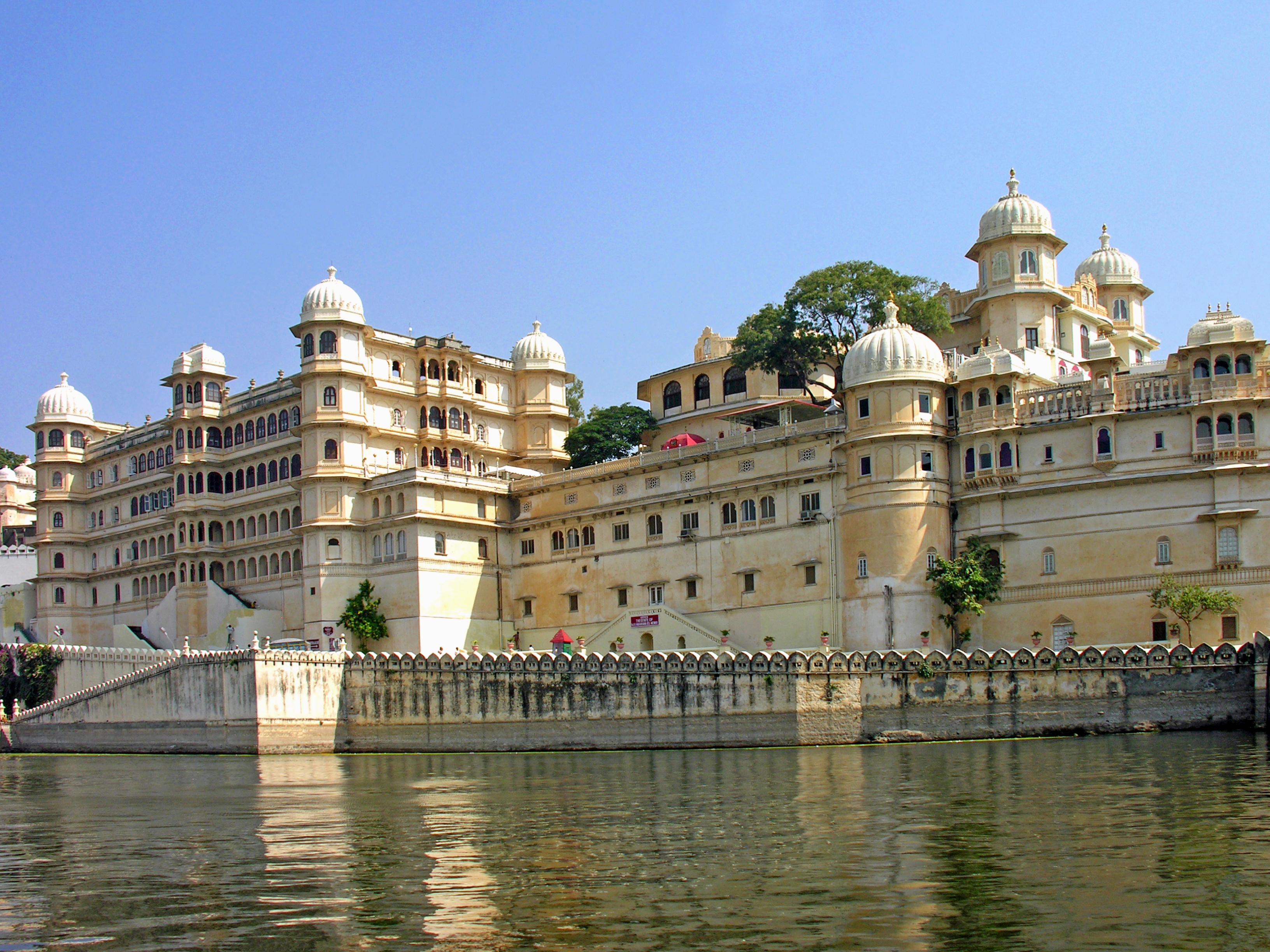
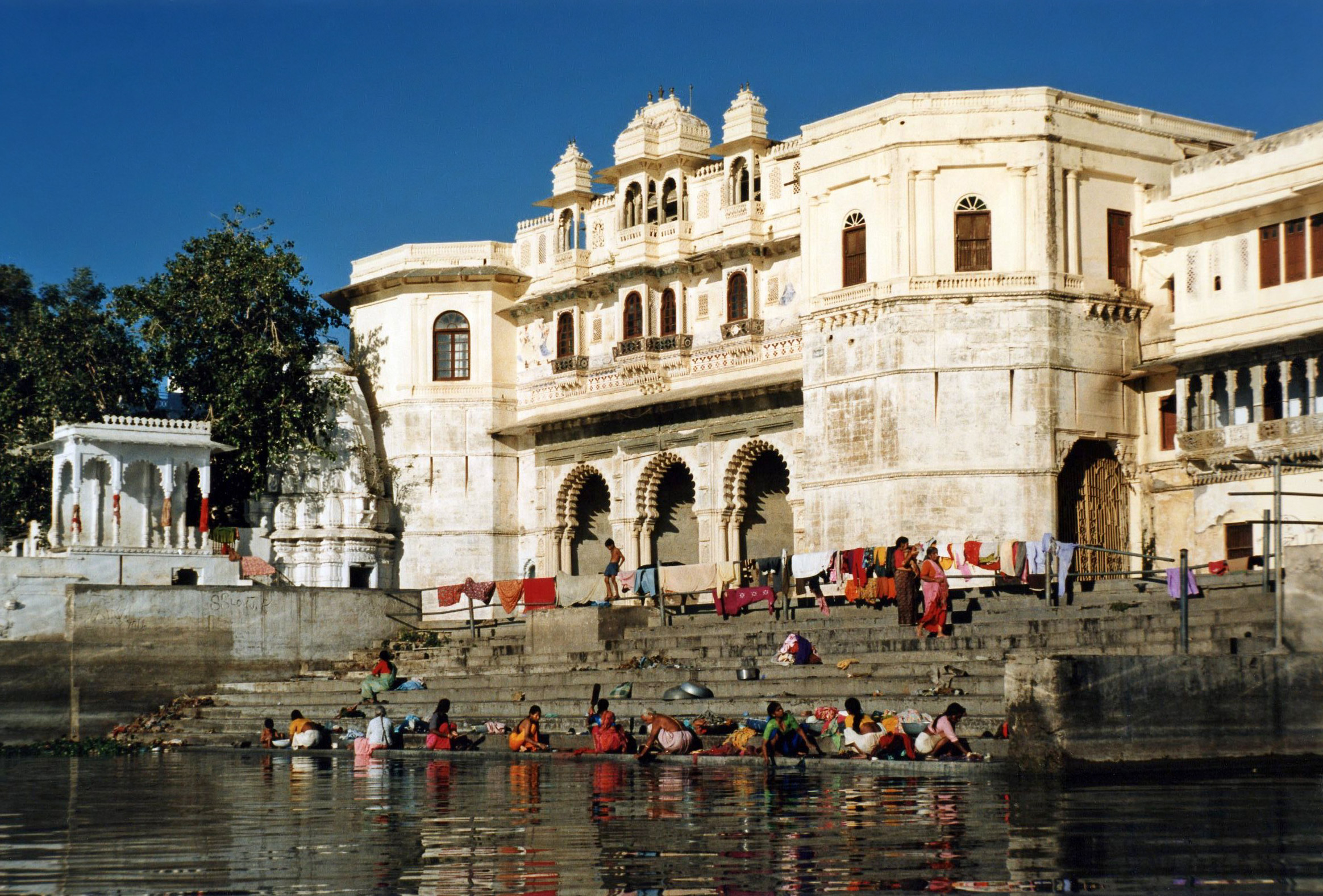
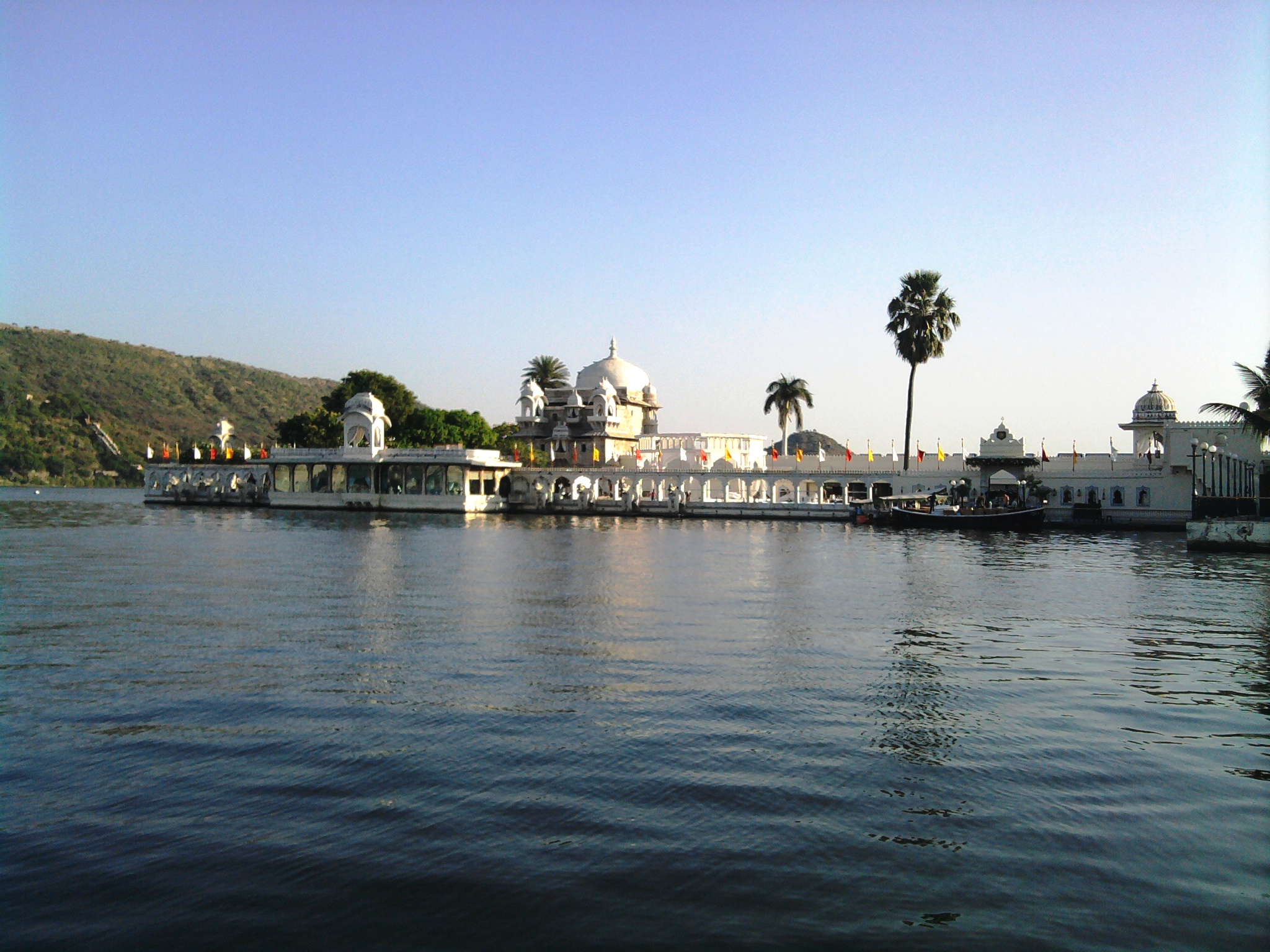
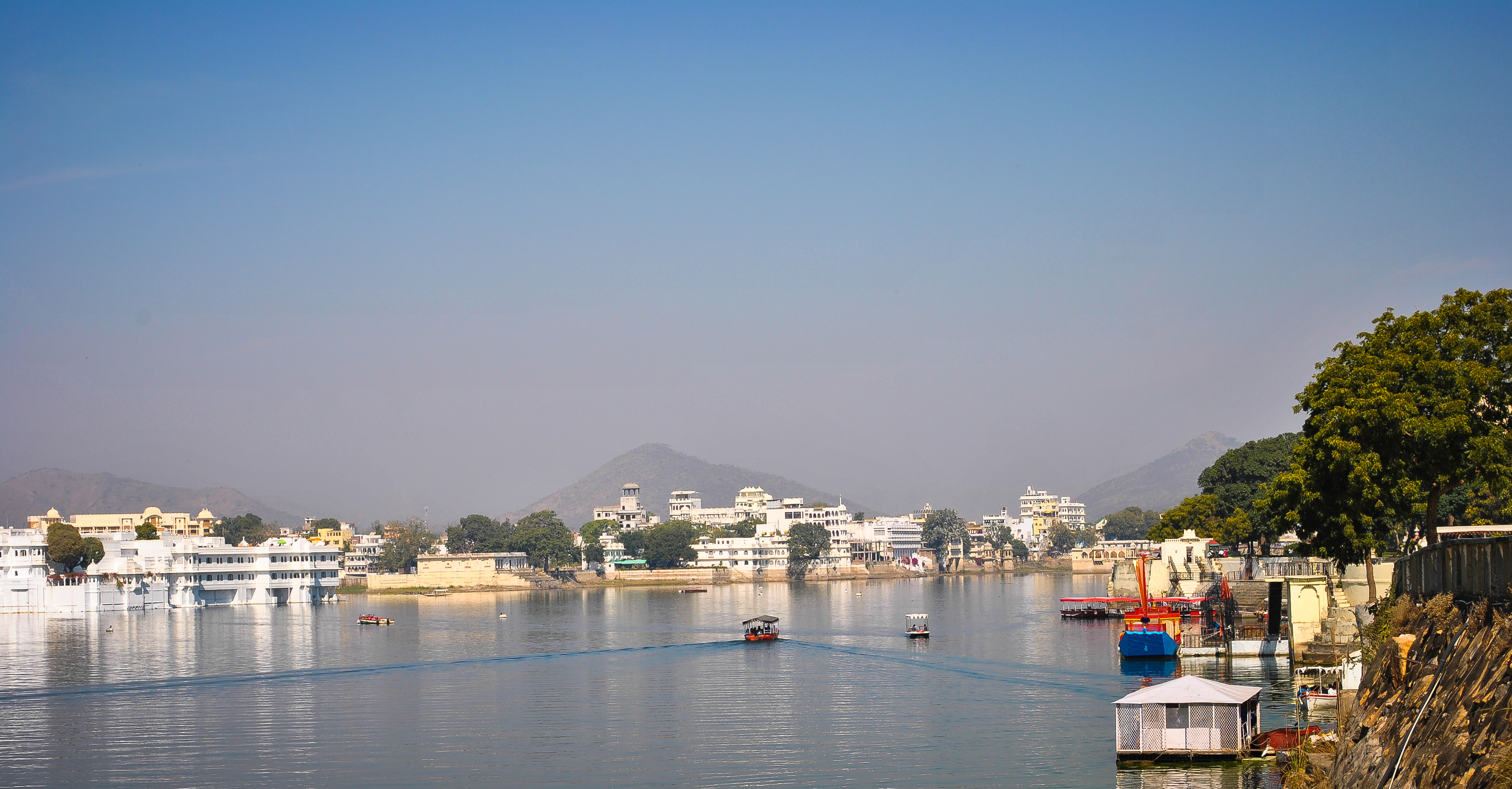
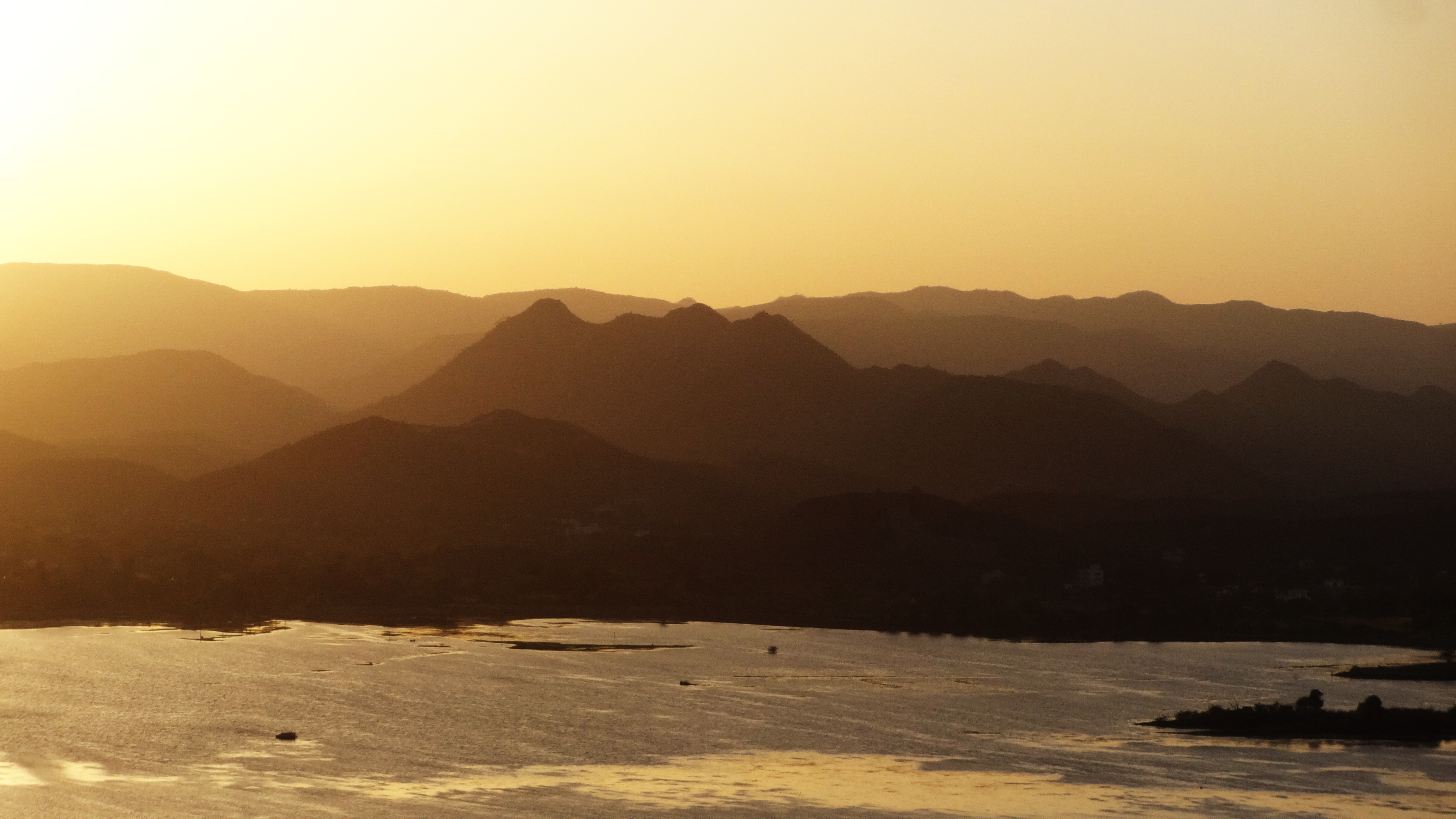